# Sekanah
Sekanah is een bestuurslaag in het regentschap Lingga van de provincie Riau-archipel, Indonesië. Sekanah telt 744 inwoners (volkstelling 2010).